# في أحضان أمي
في أحضان أمي هو فيلم عراقي أُنتج في 2011. من تأليف وإخراج عطية الدراجي ومحمد الدراجي، وبطولة هشام الذهبي وسيف سلام ومحمد وائل؛ وهو من إنتاج إيزابيل ستيد وعطية الدراجي. عُرض الفيلم في مهرجان تورونتو السينمائي الدولي عام 2011.

## القصة
تدور أحداث الفيلم حول هشام الثابت وهو في رحلة مدتها تسعة أشهر لدعم 32 يتيمًا، ويصور الحياة اليومية التي يعيشها هؤلاء الأيتام في المنزل الصغير الذي يستأجره هشام ويديره بتبرعات من المتطوعين الذين يشاركونه. ويظهر الأطفال وهم يضحكون ويلعبون، ويظهرهم أيضًا في أوقات يأسهم. ويصور الفيلم المشاكل التي تُواجه هشام في إدارة دار الأيتام الخاصة به بينما يعيل أسرته. وتتضاعف مشاكله عندما يطلب صاحب المنزل من هشام مغادرة المنزل. "بين أحضان أمي" هي الأغنية الرئيسية للفيلم ويُغنيها الأطفال لإلهاء أنفسهم عن البؤس الذي يعيشونه.

## الطاقم
- هشام الذهبي في دور هشام الذهبي
- سيف سلام بدور سيف سلام
- محمد وائل بدور محمد وائل

### السياق السياسي
بعد سقوط نظام صدام والغزو الأمريكي للعراق، لم يكن لدى مئات الآلاف من الأيتام مكان يذهبون إليه. وأخذ هشام على عاتقه دعم البعض منهم. يعيش هشام في منطقة الصدر الخطرة ببغداد، ويتم تصوير تجربة هشام من خلال هذا الفيلم.

## صناعة السينما
الشقيقان عطية الدراجي ومحمد الدراجي وُلدا في بغداد وكلاهما حاصل على شهادات من هولندا. أخرجا عدة أفلام منها أحلام (2006)، ابن بابل (2010)، والعراق: حب وحرب ورب وجنون (2010). حصل محمد الدراجي على لقب "مخرج الشرق الأوسط" لعام 2010 عن فيلم ابن بابل.

## وصلات خارجية
- في أحضان أمي  في قاعدة بيانات الأفلام على الإنترنت (بالإنجليزية)
- في أحضان أمي في روتن توميتوز.